# Servovàlvula

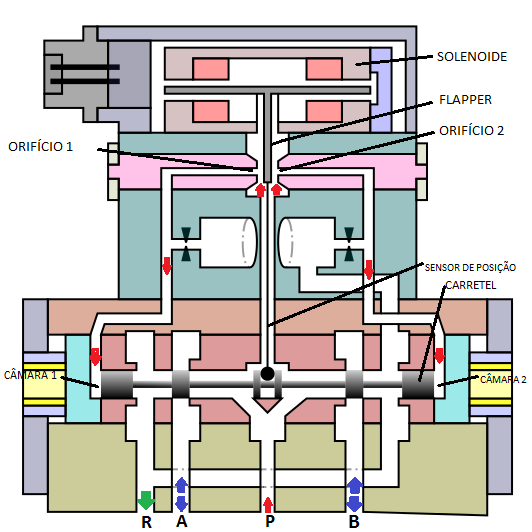
Servovàlvula

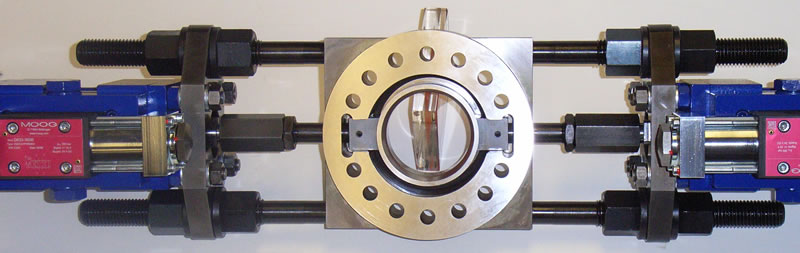
Les servovàlvules bessones Moog s'utilitzen per a conformar la matriu d'aquest accessori de bufat dissenyat per BMC Controls Limited.

Una servovàlvula electro-hidràulica és una vàlvula accionada elèctricament que regula el cabal d'un fluid hidràulic a alta pressió cap a un actuador (cilindre hidràulic o similar). Una servovàlvula pot controlar actuadors de grans dimensions amb un senyal elèctric molt petit. Les servovàlvules poden proporcionar un control precís de la posició, la velocitat, la pressió i la força dels actuadors esmentats i, a més, oferir bones característiques d'amortiment un cop realitzat cada moviment de l'actuador determinat. La majoria de les servovàlvules es basen en el mecanisme de tovera-clapeta.

## Història
La vàlvula electrohidràulica va aparèixer per primera vegada a la Segona Guerra Mundial. Les EHSV que s'utilitzaven durant la dècada de 1940 es caracteritzaven per una poca precisió i un temps de resposta lent a causa de la impossibilitat de convertir ràpidament els senyals elèctrics en fluxos hidràulics. La primera servovàlvula de dues etapes utilitzava un solenoide per accionar una bobina de la primera etapa que al seu torn controlava una etapa principal rotativa. Les servovàlvules de l'època de la Segona Guerra Mundial eren similars a aquestes: amb un solenoide per accionar una vàlvula de bobina.
L'avanç de les EHSV es va disparar a la dècada de 1950, en gran part a causa de l'adopció de motors de parell d'imant permanent com a primera etapa (a diferència dels solenoides). Això va donar lloc a uns temps de resposta molt millorats i a una reducció de la potència utilitzada per controlar les vàlvules.

## Descripció

### Tipus
Les vàlvules electro-hidràuliques poden consistir en una o més etapes. Una servovàlvula d'una sola etapa utilitza un motor de parell per situar directament una vàlvula de bobina. Les servovàlvules d'una sola etapa pateixen limitacions en la capacitat i estabilitat de cabal a causa dels requisits de potència del motor de parell. Les servovàlvules de dues etapes poden utilitzar vàlvules de clapeta (o de plaqueta), tub de doll o deflector com a primeres fases d'un amplificador hidràulic per situar una vàlvula de bobina de segona etapa. Aquest disseny dona lloc a augments significatius en la capacitat de cabal, estabilitat i força de sortida de la servovàlvula. De la mateixa manera, les servovàlvules de tres etapes poden utilitzar una vàlvula de bobina de fase intermèdia per situar una vàlvula de bobina de tercera etapa més gran. Les servovàlvules de tres etapes es limiten a aplicacions de molt alta potència, on calen cabals significatius.
A més a més, les servovàlvules de dues etapes es poden classificar pel tipus de retroalimentació utilitzat per a la segona etapa; que pot ser la posició de la bobina, la pressió de càrrega o la retroalimentació del flux de càrrega. El més habitual és que les servovàlvules de dues etapes utilitzin retroalimentació de posició; que es poden classificar a més per retroalimentació directa, retroalimentació de força o centrat per una molla.

### Control
Una servovàlvula rep fluid hidràulic a pressió des d'una font, normalment una bomba hidràulica. A continuació, transfereix el fluid a un cilindre hidràulic de manera estretament controlada. Normalment, la vàlvula mourà la bobina proporcionalment a un senyal elèctric que rep, controlant indirectament el cabal. Les vàlvules de control hidràulic simples són binàries, estan activades o apagades. Les servovàlvules són diferents en què poden variar contínuament el cabal que subministren des de zero fins al seu cabal màxim nominal, o fins que la pressió de sortida arriba a la pressió subministrada. Les servovàlvules més complexes poden controlar altres paràmetres. Per exemple, alguns tenen retroalimentació interna de manera que el senyal d'entrada controla eficaçment la pressió de flux o de sortida, en lloc de la posició de la bobina.
Les servovàlvules s'utilitzen sovint en un control de retroalimentació on es mesura la posició o la força sobre un cilindre hidràulic i es retroalimenten a un controlador que varia el senyal enviat a la servovàlvula. Això permet un control molt precís del cilindre.

## Exemples

### Servovàlvula d'una sola etapa

Servovàlvula monoetapa amb motor lineal, sense corrent del motor

El pistó de la servovàlvula d'una sola etapa es mou directament amb la bobina. La transmissió és similar a una vàlvula proporcional. Està construït de manera que la bobina (amb el corrent Is) atrau la superestructura magnèticament rellevant del pistó en un rang aproximadament lineal. Una primavera funciona en contra d'això, aquí a l'altra banda. En estat sense energia, la vàlvula que es mostra no es troba en estat bloquejat. La bobina s'ha de controlar amb un 50% aproximadament perquè el pistó es mogui cap al centre.

Servovàlvula d'una sola etapa amb bobina, sense corrent de bobina

Si la servovàlvula és accionada per un motor lineal o un motor de parell en lloc d'una bobina, el pistó es pot moure activament en ambdues direccions. Al centre, té una posició zero sense corrent en la posició de bloqueig, causada per molles.

### Servovàlvula de clapeta deflectora (prallplatten)

Servo de clapeta, amb corrent de bobina al 50%, poc després d'activat

La clapeta d'un servo pertany a la primera etapa de les dues etapes de vàlvula existents. A més, hi pertanyen els 2 brocs i el control electromagnètic. La segona etapa inclou el pistó de la servovàlvula. La placa deflector es col·loca al mig entre dos broquets molt oposats. Està influït pel corrent elèctric de control de la servovàlvula i el pistó de la vàlvula de la segona etapa, i influeix en el fluid hidràulic dels broquets. La influència del pistó de la segona etapa és la retroalimentació negativa del circuit de control mecànic integrat, que assegura que el pistó arriba a la posició requerida pel corrent de la bobina i el corregeix fins que aquest sigui el cas.

Servo de clapeta, sense corrent de bobina

Si encara no circula corrent, la placa es troba al centre o el circuit de control s'anivella ràpidament al centre.
Si flueix un corrent com a la segona imatge, l'armat exerceix una força sobre la placa d'impacte. Sempre surt un raig de líquid dels dos brocs. La placa s'inclina cap a un broc, aquí a la dreta, allà el líquid ja no pot escapar sense obstacles. Això augmenta la pressió a la línia que hi ha darrere. Com que està connectat al pistó de la segona etapa de la vàlvula, es mou cap a l'esquerra.

Servo de clapeta, sense corrent de bobina, poc després de desactivat.

Ara entra en joc el bucle de control. El pistó torna a empènyer la placa deflector a través del ressort fins que ha restablert l'equilibri entre el broquet esquerre i dret i el pistó ja no es mou. La placa deflector s'esforça per estar sempre al mig. Això significa que la desviació del pistó és proporcional a la força electromagnètica que emana de l'armat, aquí aproximadament la meitat d'una obertura de la vàlvula. Si el corrent canvia, el pistó segueix en conseqüència.

Servo de clapeta, amb corrent de bobina del 50%

Per descomptat, això també s'aplica en cas que s'apagui l'energia, com a la segona imatge. La línia del broquet esquerre augmenta la pressió i empeny el pistó cap a la dreta. Això continua fins que es posa a la posició bàsica.

#### Ajust del punt zero

Servo de clapeta, bloquejat a la seva posició de bloqueig

La servovàlvula de clapeta té, doncs, un punt zero mecànic que s'estableix quan no hi ha corrent. En aquest estat, les connexions de línia de treball A i B també haurien de ser bloquejades. Com que les vàlvules esmentades tenen una mànega que coincideix al voltant del pistó per motius de precisió, es pot establir el punt zero amb elles.

Servo de clapeta, amb fuites en posició de bloqueig

Podeu moure la màniga cap a l'esquerra, tal com es mostra aquí. La vàlvula funciona perquè es pugui controlar el cabal. Si un cilindre està connectat directament darrere seu, també es pot observar el seu moviment per mesurar el cabal; si es connecta una altra vàlvula, es pot mesurar el moviment del pistó d'aquesta vàlvula controlada indirectament.

## Exemples

### Fabricació
Un exemple d'ús de servovàlvules és el modelat per bufat, on la servovàlvula controla el gruix de la paret del plàstic extruït que forma l'ampolla o el contenidor mitjançant l'ús d'una matriu deformable. La retroalimentació mecànica ha estat substituïda per una retroalimentació elèctrica amb un transductor de posició. L'electrònica integrada tanca el bucle de posició del carret. Aquestes vàlvules són adequades per a sistemes electrohidràulics de control de posició, velocitat, pressió o força amb requisits de resposta dinàmica extremadament alts.

### Aviació
Les servovàlvules s'utilitzen per regular el flux de combustible cap a un motor turboventilador governat per FADEC. Un d'aquests exemples és la servovàlvula de Honeywell, que forma part del mecanisme de control de combustible del motor CFM International CFM56 que alimenta els avions de passatgers Boeing 737NG i Airbus A320.
En els avions fly-by-wire les superfícies de control sovint es mouen mitjançant servovàlvules connectades a cilindres hidràulics. Els senyals a les servovàlvules estan controlats per un ordinador de control de vol que rep ordres del pilot i supervisa el vol de l'avió. Alguns avions que utilitzen aquests sistemes són els Airbus A320, A330, A340, A350, A380, Boeing 787 i la família Embraer E-Jet E2 .